# Anna Uddenberg

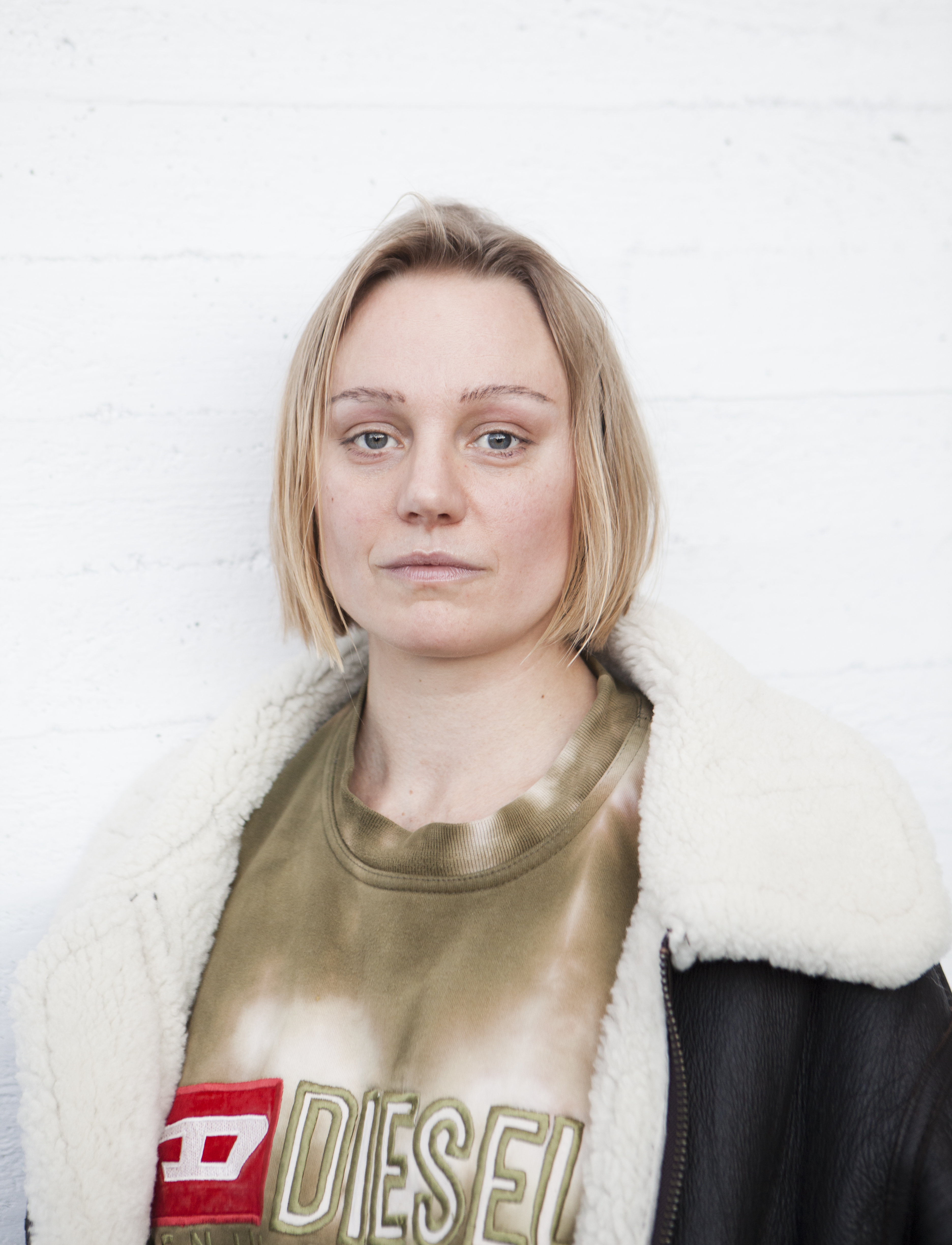
Anna Uddenberg (2016)

Anna Uddenberg (* 1982 in Stockholm, Schweden) ist eine schwedische Künstlerin.

## Leben und Arbeit
Uddenberg studierte an der Königlichen Akademie der freien Künste in Stockholm (2006–2011) sowie an der Städelschule in Frankfurt (2009).
Ihre Skulpturen bestehen aus haptischen Materialien wie Lederimitaten, Polyester, Rucksackriemen, dekorativen Fellen oder Holz. Bekannt sind insbesondere diejenige Arbeiten, die absurd verdrehte Frauenkörper zeigen, meist in verführerischen und übersexualisierten Posen mit überzeichneter weiblicher Anatomie. Ihre Werke thematisieren Körper- und Genderfragen in Zeiten der medialen Repräsentation und Konsumkultur. Sie arbeiten mit dem Schein der Perfektion und haptischen Oberflächen und stellen dadurch stereotypische Geschlechterrollen infrage.
Uddenberg lebt und arbeitet in Berlin.

## Auszeichnungen (Auswahl)
- 2022: Hectorpreis[4]
- 2023: Overbeck-Preis für Bildende Kunst[5]

## Einzelausstellungen (Auswahl)
- 2023/24 Anna Uddenberg — Premium Economy, Kunsthalle Mannheim
- 2021 BIG BABY, Kraupa-Tuskany Zeidler, Berlin
- 2019 Power Play, Bundeskunsthalle, Bonn
- 2015 Anna Uddenberg + Nicolas Ceccaldi, MEGA Foundation, Stockholm
- 2013 Booty Dummy Demo, Dold Projects, Sankt Georgen im Schwarzwald
- 2012 Casting Couch Expo, SL's Konstmonter Odenplan, Stockholm
- 2011 Truly Yours, Galleri Mejan, Stockholm

## Gruppenausstellungen (Auswahl)
- 2021 Tense Conditions, Staatsgalerie Stuttgart
- 2021 Supernatural. Sculptural Visions of the Body, Kunsthalle Tübingen
- 2020 Crack Up - Crack Down, Ujazdowski Castle Centre for Contemporary Art, Warschau
- 2019 Der montierte Mensch, Museum Folkwang, Essen